# Diocèse de Kindu
Le diocèse de Kindu (en latin : Dioecesis Kinduensis) est un diocèse catholique en République démocratie du Congo, suffragant de l'archidiocèse de Bukavu. 

## Histoire
Le vicariat apostolique de Kindu est élevé le 23 avril 1956 par la bulle Apostolica Sedes de Pie XII, à partir de territoire du vicariat apostolique de Kongolo et du vicariat apostolique de Stanleyville.
Le 10 novembre 1959 le vicariat apostolique est élevé au rang de diocèse par la bulle Cum parvulum du pape Jean XXIII. Il devient suffragant de l'Bukavu.

## Chronologie des évêques
- Jean Fryns (de) (12 avril 1957 - 2 juillet 1965)
- Albert Onyembo Lomandjo (17 mai 1966 - 17 janvier 1978)
- Paul Mambe Mukanga (15 mars 1979 - 26 janvier 2004)
- Willy Ngumbi, M.Afr (25 avril 2007 - 23 avril 2019), transféré à Goma
- François Abeli Muhoya Mutchapa depuis le 18 novembre 2020.

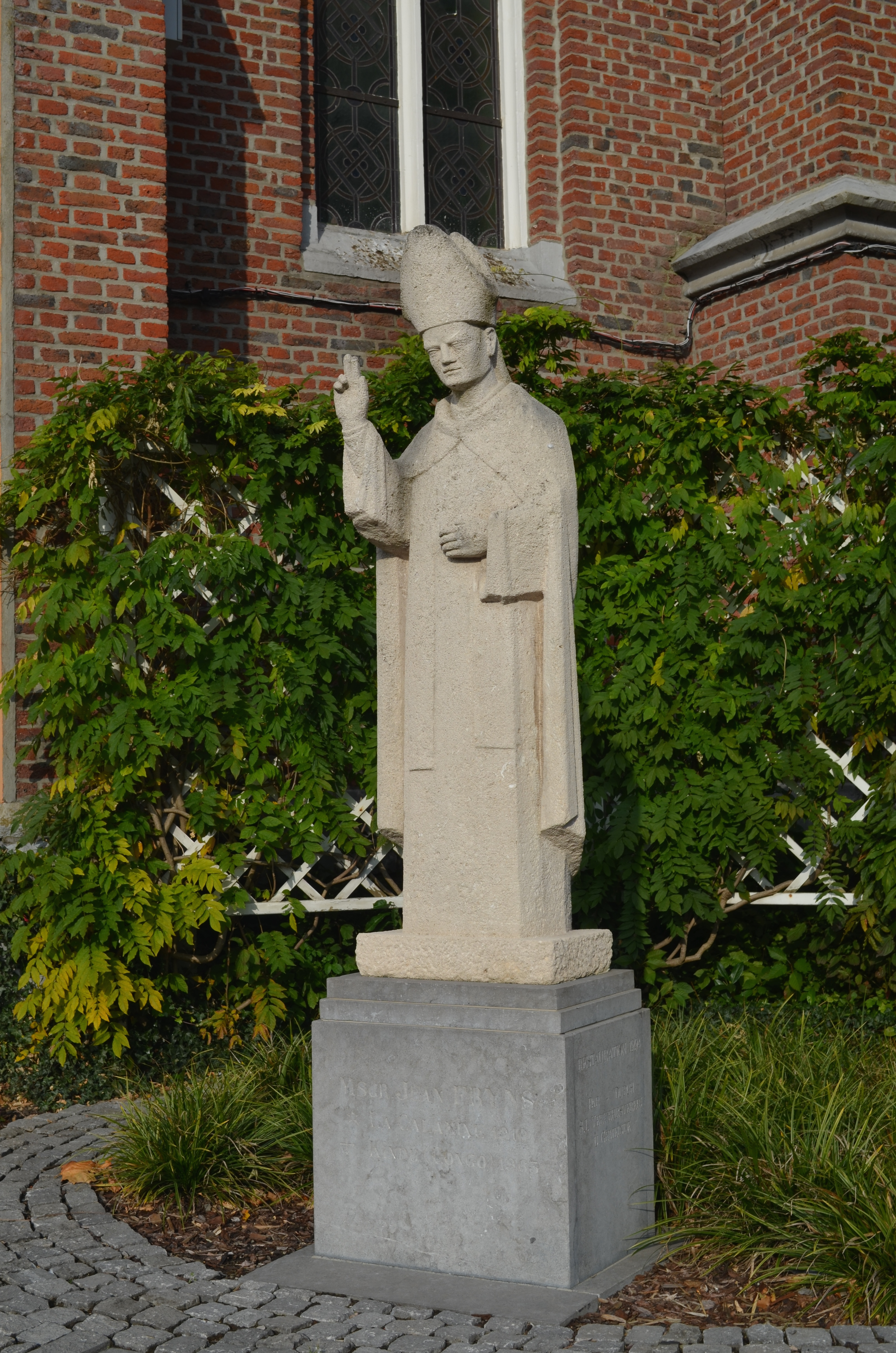
Jean Fryns, premier évêque du diocèse de Kindu. Monument dans son village natal, La Calamine (Belgique).

## Statistiques
| année | baptisés | population totale | %    | prêtres (total) | prêtres séculiers | prêtres réguliers | catholiques par prêtre | diacres | religieux | religieuses | paroisses |
| ----- | -------- | ----------------- | ---- | --------------- | ----------------- | ----------------- | ---------------------- | ------- | --------- | ----------- | --------- |
| 1970  | 52 115   | 218 014           | 23,9 | 31              | 6                 | 25                | 1 681                  |         | 36        | 29          | 17        |
| 1980  | 66 000   | 205 000           | 32,2 | 25              | 6                 | 19                | 2 640                  |         | 28        | 30          | 17        |
| 1990  | 95 135   | 341 000           | 27,9 | 19              | 11                | 8                 | 5 007                  |         | 13        | 29          | 16        |
| 1997  | 162 200  | 412 715           | 39,3 | 27              | 20                | 7                 | 6 007                  |         | 14        | 34          | 17        |
| 2001  | 173 604  | 439 810           | 39,5 | 17              | 17                |                   | 10 212                 |         | 6         | 27          | 17        |
| 2002  | 174 110  | 441 730           | 39,4 | 17              | 17                |                   | 10 241                 |         | 6         | 27          | 17        |
| 2003  | 171 070  | 437 620           | 39,1 | 18              | 18                |                   | 9 503                  |         | 7         | 29          | 17        |
| 2006  | 277 926  | 514 000           | 54,1 | 20              | 20                |                   | 13 896                 |         | 6         | 31          | 18        |
| 2013  | 315 000  | 965 700           | 32,6 | 39              | 33                | 6                 | 8 076                  |         | 15        | 29          | 19        |
| 2016  | 350 000  | 1 000 000         | 35,0 | 45              | 35                | 10                | 7 777                  |         | 19        | 51          | 14        |
| 2019  | 376 700  | 1 145 000         | 32,9 | 49              | 43                | 6                 | 7 687                  |         | 13        | 56          | 19        |
| 2021  | 401 200  | 1 219 450         | 32,9 | 44              | 36                | 8                 | 9 118                  |         | 13        | 54          | 19        |